# Jim Härtull
Jim Härtull (* 11. März 1990 in Vöyri) ist ein ehemaliger finnischer Nordischer Kombinierer.

## Werdegang
Jim Härtull debütierte beim 29. November 2008 beim Weltcup in Kuusamo im Weltcup der Nordischen Kombination. Nach dem Springen lag er auf den 41. Platz und beendete das Rennen am Ende auf den 57. und letzten Platz. Trotz schlechter Leistungen im Weltcup wurde er für die Nordische Skiweltmeisterschaften 2009 in Liberec nominiert. Nachdem er im Einzelwettbewerb nur den 51. Platz belegt hatte, durfte er im Team-Wettbewerb gemeinsam mit Jaakko Tallus, Lauri Asikainen und Janne Ryynänen an den Start gehen. Das finnische Quartett beendete den Wettbewerb auf den achten Platz. In der darauffolgenden Saison verpasste Härtull die Qualifikation für die Olympischen Winterspiele 2010 in Vancouver.
Am 26. November 2011 konnte Jim Härtull beim Weltcup in Kuusamo seine ersten Weltcup-Punkte sammeln. Nach dem Springen lag er auf den 17. Platz und konnte das Rennen auf den 24. Platz beenden. Damit sammelte er seine ersten sieben Weltcup-Punkte. Am 10. März 2012 startete er im Continental Cup der Nordischen Kombination 2011/12 gemeinsam mit Eetu Vähäsöyrinki im Team-Sprint beim Continental Cup in Kuopio. Das finnische Duo musste sich nur den österreichischen Duo geschlagen geben. Am Ende der Saison belegte er im Gesamtweltcup der Nordischen Kombination den 49. Platz, welches ihr bestes Ergebnis in seiner Karriere ist.
Im Saison 2012 startete Jim Härtull zum ersten Mal im Grand Prix der Nordischen Kombination und startete gemeinsam mit Janne Ryynänen beim Grand Prix in Oberwiesenthal im Team-Sprint. Den Team-Sprint beendeten die beiden Finnen auf den neunten Platz. Beim Gunderson-Wettbewerb in Val di Fiemme beendete er das Rennen nicht. Er durfte bei den Nordischen Skiweltmeisterschaften 2013 in Val di Fiemme teilnehmen und im Gunderson-Wettbewerb von der Normalschanze starten. Bei diesen Wettbewerb konnte er nur den 50. Platz belegen.
Nachdem Jim Härtull seine letzten Weltcup-Punkte in der Saison 2011/12 sammeln konnte, sammelte er bei dem Weltcup in Sapporo am 23. und 25. Januar 2015 erneut Weltcup-Punkte. Im ersten Wettbewerb belegte er mit den 21. Platz sein bestes Ergebnis im Weltcup. Diesen Platz hatte er vorher schon einmal beim Weltcup im Klingenthal in der Saison 2011/12 belegt. Im zweiten Wettbewerb in Sapporo sammelte er durch den 28. Platz erneut Weltcup-Punkte. Vom Suomen Hiihtoliitto wurde er für die Nordischen Skiweltmeisterschaften 2015 in Falun nominiert und durfte dort in allen vier Wettbewerben an den Start gehen. Während im Einzel nur die Platze 29 von der Normalschanze und 27 von der Großschanze belegte, überraschte er gemeinsam mit Ilkka Herola als Vierter im Team-Sprint. Die finnische Mannschaft, welche aus Leevi Mutru, Eetu Vähäsöyrinki, Ilkka Herola und ihm bestand, musste sich mit den neunten und vorletzten Platz begnügen. Nachdem er die Qualifikation für die Heim-WM in Lathi im Jahr 2017 verpasst hatte, beendete er seine aktive Karriere.

## Statistik

### Weltcup-Platzierungen
| Saison  | Platz | Punkte |
| ------- | ----- | ------ |
| 2011/12 | 049.  | 024    |
| 2014/15 | 057.  | 013    |

### Grand-Prix-Platzierungen
| Saison | Platz | Punkte |
| ------ | ----- | ------ |
| 2012   | 044.  | 025    |

### Continental-Cup-Platzierungen
| Saison  | Platz | Punkte |
| ------- | ----- | ------ |
| 2006/07 | 090.  | 002    |
| 2008/09 | 056.  | 073    |
| 2009/10 | 100.  | 007    |
| 2010/11 | 073.  | 038    |
| 2011/12 | 025.  | 161    |
| 2012/13 | 071.  | 029    |
| 2016/17 | 032.  | 099    |